# Castello di Leona
Il castello di Leona era un antico fortilizio che dominava, dalle alture dell'odierna Levane, la strada che da Arezzo, e quindi da Roma, portava a Firenze e la via che dalla Val D'Ambra scendeva verso l'Arno.

## Storia

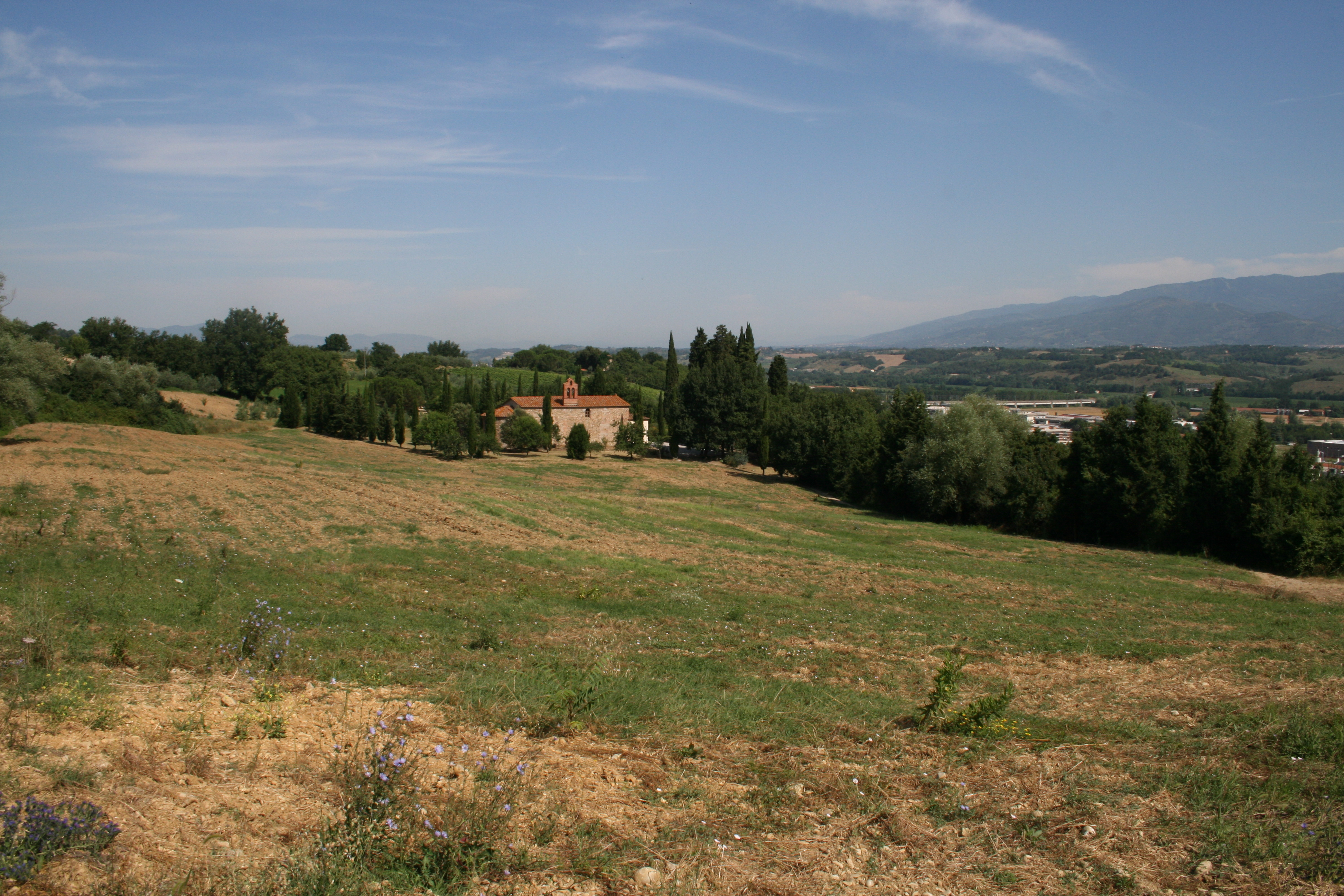
La piana di Castelvecchio dove sorgeva l'antico castello

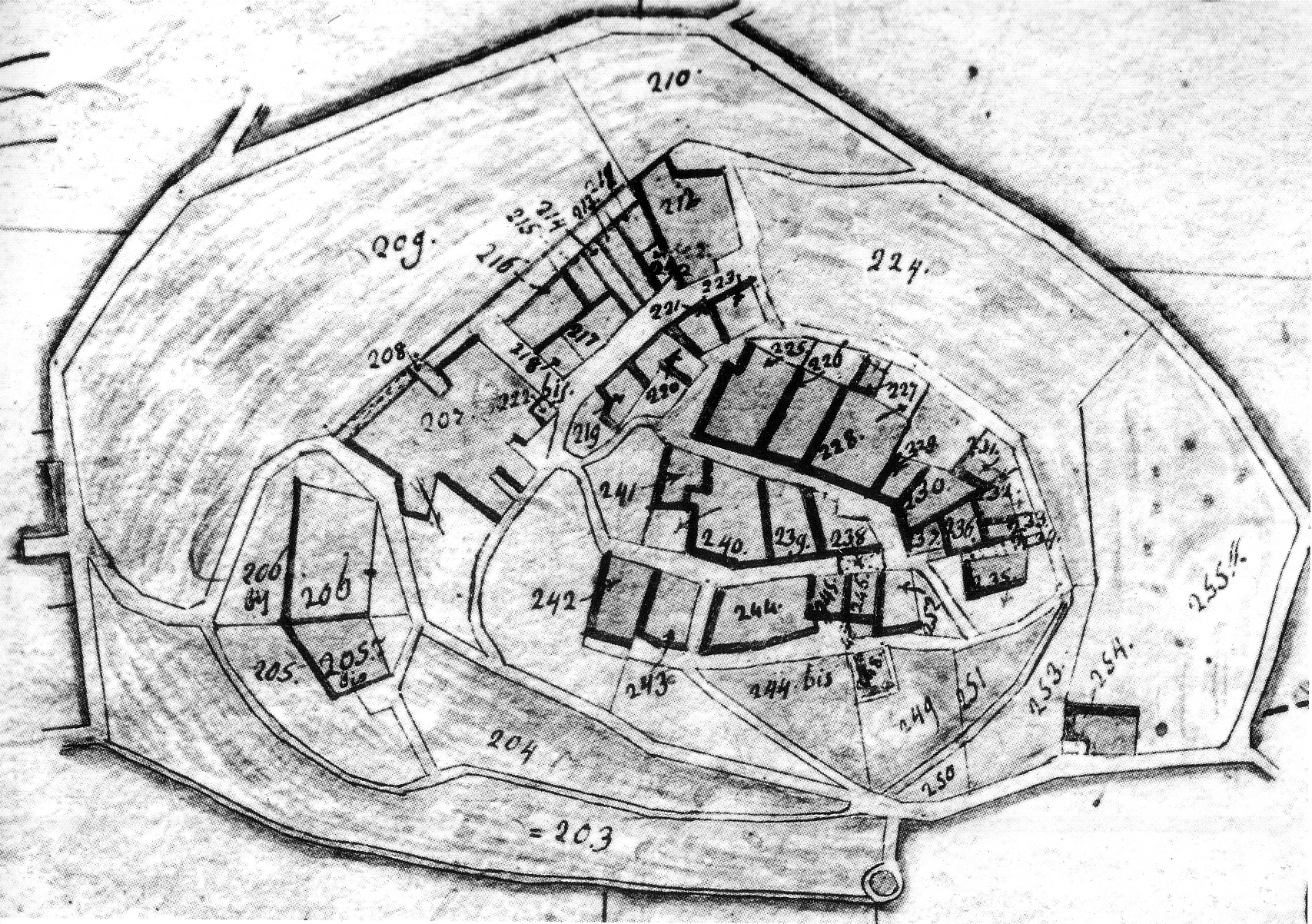
Piano catastale di Levane Alta dove si vede bene la struttura fortificata del borgo

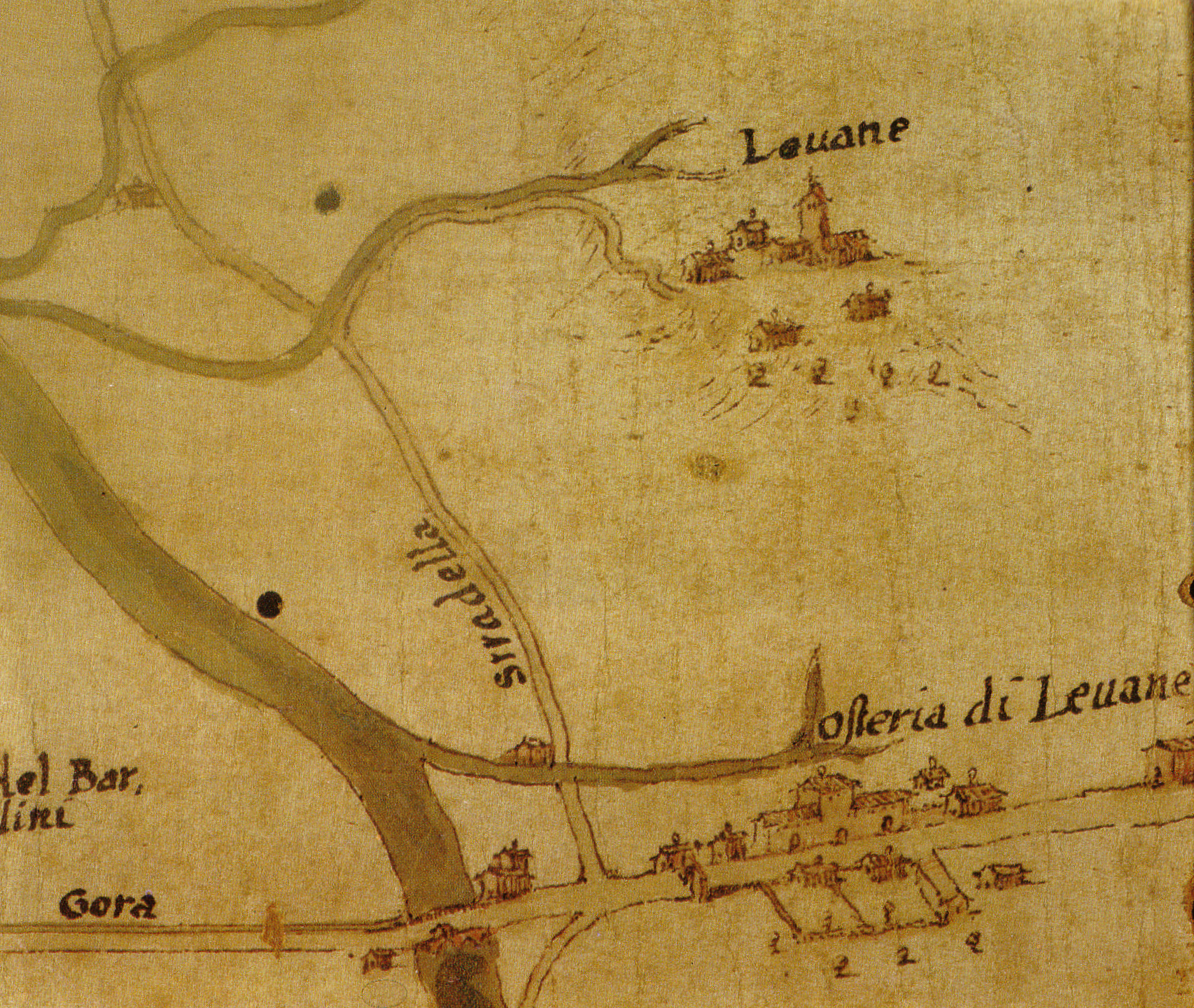
Mappa di Levane del XVII secolo con ancora segnata la dogana di Leona

Il castello medievale, probabilmente longobardo, prese il nome dal precedente insediamento etrusco, poi romano, di "Leunal" sui resti o sulle vicinanze del quale venne edificato.
Sorgeva sul poggio di Monteleoni, nel pianoro detto appunto di Castelvecchio, nei pressi del santuario di Santa Maria dove, oltre a quanto rimane della costruzione ovvero laterizi e pietre squadrate, sono stati rinvenuti e si rinvengono ancora, soprattutto tra la chiesa e il "fontino", frammenti di terrecotte a vernice nera propri del periodo tardo-etrusco, e cocci ceramici di epoca romana e alto-medievale.
La collinetta di Monteleoni si alza piuttosto ripida tra i torrenti Trigesimo da una parte e Ambra dall'altra, che vanno poi a confluire poco sotto. Protetto a ovest anche da due altri corsi d'acqua che si orientano rispettivamente verso l'uno e l'altro torrente, Monteleoni era all'epoca la posizione più strategica per controllare la valle dell'Arno che, poco prima di Levane, esce dalla Val d'Inferno per entrare nella piana.
Il castello di Leona è rammentato nei documenti fino dal secolo XI. Infatti da un testamento risalente all'ottobre del 1098 e redatto nel castello di Pierle dal marchese Arrigo II, figlio del marchese Ugo II e nipote di Arrigo I della casa dei marchesi Bourbon del Monte Santa Maria, si disponeva, a favore della sua parente contessa Sofia, figlia del conte Berardo e sposata in seconde nozze col conte Alberto, di una porzione di beni che appartenevano al testatore ossia «il castello di Montevarchi con la sua corte, il castello di Leùna con la sua corte, il castello di Moncione con la sua corte, e con tutto ciò che aveva nel castello e corte del Tasso».
Con "corte di Leùna" in particolare ci si riferiva a Levane Alta, il borgo fortificato, che, a differenza degli altri castelli limitrofi, sorgeva su un colle differente rispetto al castrum.
Tuttavia nel giugno del 1288 il castello risultava essere in potere del vescovo Guglielmino degli Ubertini quando fu preso dai fiorentini e distrutto con Castiglione Ubertini, le Conie e altre quaranta piazzeforti della Valdambra. Non a caso «fu la più grande e ricca oste che facessono i Fiorentini dappochè i Guelfi tornarono a Firenze».
Venne poi ricostruito e lasciato formalmente agli Ubertini ma sempre sotto la Signoria di Firenze che, nel 1368, ordinò che, con le entrate della dogana o diritto di pedaggio che il castello riscuoteva a chi voleva passarne il territorio, si modernizzassero anche i ponti sopra l'Ambra e fu allo stesso tempo ordinata la costruzione della strada che da Leona portava al Ponte a Buriano.
Poi nel 1385 Azzo degli Ubertini vendette tutto il feudo di Levane, Leona compresa, a Firenze che nello stesso anno decretò che «è uno castello murato intorno. È da lasciarlo al presente come sta, et a tempo se ne pensi altro. Pare lasciarlo alla podesteria di Montevarchi».
Ma con l'annessione di Arezzo, avvenuta l'anno prima, di fortezze in quell'area, un tempo di confine, Firenze non ne aveva più bisogno e il castello di Leona venne piano piano condannato all'abbandono. Le sue rovine, ancora visibili a metà Ottocento, vennero successivamente risucchiate da una serie di frane e smottamenti dovuti ai cedimenti di una vecchia cava nelle vicinanze.